# Ефимовская (Свердловская область)
Ефимовская — деревня в Таборинском районе Свердловской области России. Входит в состав муниципального образования Унже-Павинское сельское поселение. Расположена на левом берегу реки Волчимья (приток Тавды) в 45 км к северу от районного центра села Таборы и в 337 км к северо-востоку от Екатеринбурга. Климат континентальный с холодной зимой и тёплым летом. Деревня состоит из одной улицы (ул. Набережная).